# ۱۱۵۱ (قمری)
۱۱۵۱ (قمری)، هزار و صد و پنجاه و یکمین سال در گاهشماری هجری قمری است. اول محرم این سال برابر با بیست و یکم آوریل سال ۱۷۳۸ میلادی است.